# Разделнишки блата
Разделнишките блата са група от 6 блата, разположени при устието на река Провадийска, северно от село Разделна, община Белослав, област Варна и западно от Белославското езеро.
Включени са в защитената зона Варненско-Белославски комплекс. Площта на най-голямото от блатата Голямото Разделнишко блато е 1,25 км², а на Дългото Разделнишко блато е 1 км², третото от блатата (горното) често пресъхва и е с площ около 0,6 – 0,7 км², останалите три блата са по-малки. Двете по-големи са правени на отстойници. Варненско-белославския комплекс е важна зона с международно значение за зимуващите водолюбиви птици.